# Чемпіонат Європи з гандболу серед жінок 2000
4-й Чемпіонат Європи з гандболу серед жінок відбувся в румунському Бухаресті.
Євро-2000 проходило з 8 грудня по 17 грудня 2000 року.
У турнирі взяли участь 12 європейських збірних.
Чемпіоном Європи вперше стала  Угорщина, яка у фіналі перемогла  збірну України.
Бронзову медаль отримала збірна Росії .
MVP турніру була обрана угорська гравчиня Беата Сіті.
```
Фінальна стадія
```

півфінали
16 грудня, Бухарест
```
 
Україна
 -  
 Росія 28:24

 Угорщина - 
 Румунія 25:24
```

фінал
17 грудня, Бухарест
```
 Угорщина - 
 
Україна
  32:30
```

Гра за 3-є місце
17 грудня,  Бухарест
```
 Росія - 
 Румунія 21:16
```

## Індивідуальні нагороди
| воротар       | лівий вінгер   | правий вінгер     | ліва - напівсередня | права - напівсередня | розигруюча | лінійна          | MVP        |
| ------------- | -------------- | ----------------- | ------------------- | -------------------- | ---------- | ---------------- | ---------- |
| Лумініца Діну | Агнешка Тобіаз | Лариса Ферзалієвa | Олена Цигиця        | Мелінда Жак-Сабо     | Беата Сити | Людмила Боднієва | Беата Сити |

## Кінцевий розподіл місць
|        |           |
| Місце  | Команда   |
| золото | Угорщина  |
| срібло | Україна   |
| бронза | Росія     |
| 4.     | Румунія   |
| 5.     | Франція   |
| 6.     | Норвегія  |
| 7.     | Югославія |
| 8.     | Македонія |
| 9.     | Німеччина |
| 10.    | Данія     |
| 11.    | Белорусь  |
| 12.    | Австрія   |